# Richard Trunk
Richard Trunk   (Tauberbischofsheim, 10 de febrer de 1879 - Herrsching am Ammersee, 2 de juny de 1968) fou un compositor alemany.
Trunk va néixer el 10 de febrer de 1879 a Tauberbischofsheim. El 1894 va començar a estudiar al Conservatori Hoch amb Iwan Knorr a Frankfurt. De 1896 a 1899 va estudiar a l'Acadèmia de Música de Múnic amb Joseph Rheinberger i Berthold Kellermann. A continuació, va treballar a Múnic com a professor de música, acompanyant i director de dos clubs de cant, el gremi de cantants ciutadans i el Volkschor Union, a més d'acompanyant de piano d'Eugen Gura i de 1906 a 1909 com a consultor musical per al "Münchner Post" i com a compositor. El 1912 va anar a Nova York com a cap de la Societat Arion, on va romandre fins a l'esclat de la Primera Guerra Mundial. Després treballà de nou a Múnic com a compositor i escriptor de música (1916-22 com a locutor del diari de l'estat bavarès) i des del 1919 de nou com a director del gremi de cantants ciutadans i com a acompanyant a Múnic. El matrimoni amb la cantant Maria Delbran de 1925 després de la separació de la seva primera esposa, es va casar el 1909 amb la cantant Fanny Echter. Des de 1925 va treballar a la "Rheinische Musikschule" de Colònia, inicialment com a sotsdirector, des de 1933 com a director després de convertir-se en professor allà el 1927. El 1931 es va incorporar al NSDAP (número de membre 659.692). El 1934 Richard Trunk es va convertir en president de l'Acadèmia Estatal de Música de Múnic (actualment Universitat de Música i Teatre de Múnic). 1935-1939 va ser director de l'associació de cant de professors de Múnic. Després del 1945 va viure a Riederau am Ammersee fins a la seva mort el 1968.
El 1933 es va fer ciutadà honorari de la ciutat de Tauberbischofsheim, el 1952 per Rieden am Ammersee. L'escola de música Richard Trunk de Tauberbischofsheim porta el seu nom, igual que un carrer.

## Nazisme
Trunk, com a membre primordial del NSDAP ("Vell Lluitador"), va posar voluntàriament el seu talent al servei del nacionalsocialisme. Els anys 1932 i 1940 es va fixar en textos musicals de Baldur von Schirach ("Celebració del nou front", "Adolf Hitler, dedicat al Fuhrer") i Hanns Johst. El primer treball op. 65 amb les seves parts "1. Hitler; 2. El tutor del líder; 3. O, país; 4. Horst Wessel" es va representar moltes vegades durant l'època nazi.